# Aptesis gravipes
Aptesis gravipes là một loài tò vò trong họ Ichneumonidae.